# Giorgio Vasari
Giorgio Vasari (Arezzo, 30 juli 1511 – Florence, 27 juni 1574) was een schilder en architect uit de Italiaanse renaissance en een van de eerste kunsthistorici door zijn biografieën van Italiaanse kunstenaars.

## Kunst
Vasari heeft vanaf zijn 5e jaar een humanistische opvoeding genoten in Florence waar hij werd opgenomen bij Silvio Passerini samen met twee telgen uit de Medici-familie, Alessandro de' Medici en Ippolito de' Medici. In 1525 ging hij in de leer bij Guglielmo da Marsiglia, een begaafd glasschilder. Maar als hij merkt dat dit niets voor hem is, reist hij naar Rome en keert hij even later terug naar Florence waar hij op 16-jarige leeftijd lid wordt van de cirkel rond Andrea del Sarto, waarbij hij verder werd gedoceerd in het humanisme. Later raakt hij bevriend met Michelangelo die zijn schilderstijl zal beïnvloeden. Deze in die tijd invloedrijke personen met wie Vasari in aanraking komt, blijken essentieel voor zijn carrière.
Zijn belangrijkste schilderwerken zijn de fresco's voor het Palazzo Vecchio in opdracht van hertog Cosimo I (de' Medici). De decoratiewerken waren de grootste van zijn tijd en Vasari werkte eraan van 1555 tot 1572. Het meeste werk werd uitgevoerd door zijn assistenten, waarvoor Vasari een uitgeschreven beschrijving maakte, de Ragionamenti. De grote hal van het Palazzo, de Salone dei Cinquecento (1494), werd uitgebreid met 39 plafondpanelen die fresco's bevatten die de belangrijkste episodes uit het leven van Cosimo I afbeelden. Het centrale fresco toont de apotheose van Cosimo I. Naast de hal bevindt zich de Studiolo, een kamer met stucco, sculpturen, schilderijen en een booggewelf gevuld met fresco's. Deze ruimte werd door Vasari uitgewerkt in de maniëristische stijl. Vasari was in deze stijl – die een reactie was op de hoog-renaissance – vanaf de jaren '30 actief geworden.
Tegen het einde van zijn leven maakte hij de fresco's voor de binnenkant van de Duomo. Deze schilderijen representeren Het laatste oordeel. Vasari werkte er van 1568 tot 1574 aan. Na zijn dood maakte Federico Zuccari het werk af (1579).

## Architectuur
Gezien de opdrachtgevers voor wie Vasari werkte als schilder genoot hij veel aanzien. In 1541 besloot hij zijn eigen woning te bouwen. Zijn doel was het uitdragen van de sociale status die overeenkwam met zijn verwezenlijkingen als schilder. Hij vatte zijn woning op als een villa suburbana. Deze villa - genaamd Casa Vasari (1541-1550) - staat in Vasari's geboortestad Arezzo en is momenteel in gebruik als museum.

### Beginperiode
In 1543 maakte Vasari een ontwerp voor villa "La Georgica" te Rome in opdracht van kardinaal Del Monte. Dit was de eerste onafhankelijke opdracht voor Vasari als architect. Del Monte beweerde dat de naam van de villa naar de architect vernoemd was, maar in feite was ze afgeleid van Vergilius' beroemde "Georgica". Na de dood van kardinaal Del Monte werd hem in opdracht van paus Julius III de "Del Monte" Kapel (1551) opgedragen. De kapel staat in de San Pietro in Montorio waar eerder het Tempietto gebouwd werd.
Van 1551 tot 1555 hield Vasari samen met Michelangelo toezicht op de bouw van "Villa Giulia" door Giacomo Barozzi da Vignola en Bartolomeo Ammanati. Uit briefwisseling blijkt dat de twee mannen goed met elkaar overeenkwamen.

### Kerkelijke architectuur
Vasari's eerste kerk, de Santa Maria Nuova (1554) te Cortona zou aanleiding geven tot een hele reeks renovatieontwerpen voor kerken in het kader van de renaissance. Meestal ging het om een herstructurering van de gevel en de interieuroppervlakken, een typische ingreep voor deze tijd. Zijn renovaties voor de Florentijnse kerken Santa Maria Novella (1565) en Santa Croce (1566), worden beschouwd als zijn belangrijkste bijdragen voor religieuze architectuur. Deze renovaties stuiten heden ten dage echter op kritiek, omdat Vasari zware ingrepen heeft gedaan in de gebouwen, waarbij onder meer fresco's van Giotto werden vernietigd.

### Belangrijkste opdrachten
In 1565 ontwierp Vasari op vraag van Hertog Cosimo I de' Medici een passage die de woonplaats van de Hertog (Palazzo Pitti) en het overheidspaleis (Palazzo Vecchio) bovengronds met elkaar verbond. De passage, bekend als de Corridoio Vasariano, loopt onder meer door de Uffizi en over de Ponte Vecchio (de Corridoio). De Uffizi (1565-1581), tegenwoordig in gebruik als museum, is ook van zijn hand. Het binnenplein ontsluit het Piazza della Signoria naar de Arno rivier en is tot dan toe uniek in de renaissancearchitectuur, het is namelijk een binnenplein (Cortile) en een straat tegelijkertijd.
Tevens houdt hij zich bezig met een stedenbouwkundig project in Pisa in opdracht van Cosimo I. Deze wilde de idealen van de door hem gestichte militaire ridderorde hoog houden en voor hen een plein inrichten die deze grandeur weerspiegelde. Vasari zou voor het Piazza dei Cavalieri di Santo Stefano, in de buurt van de dom, verschillende gebouwen ontwerpen. Hieronder bevonden zich de Palazzo della Carovana, Il palazzotto, oftewel Il Palazzo dell’Orologio en een ordekerk.

## Kunstgeschiedenis:Le vite

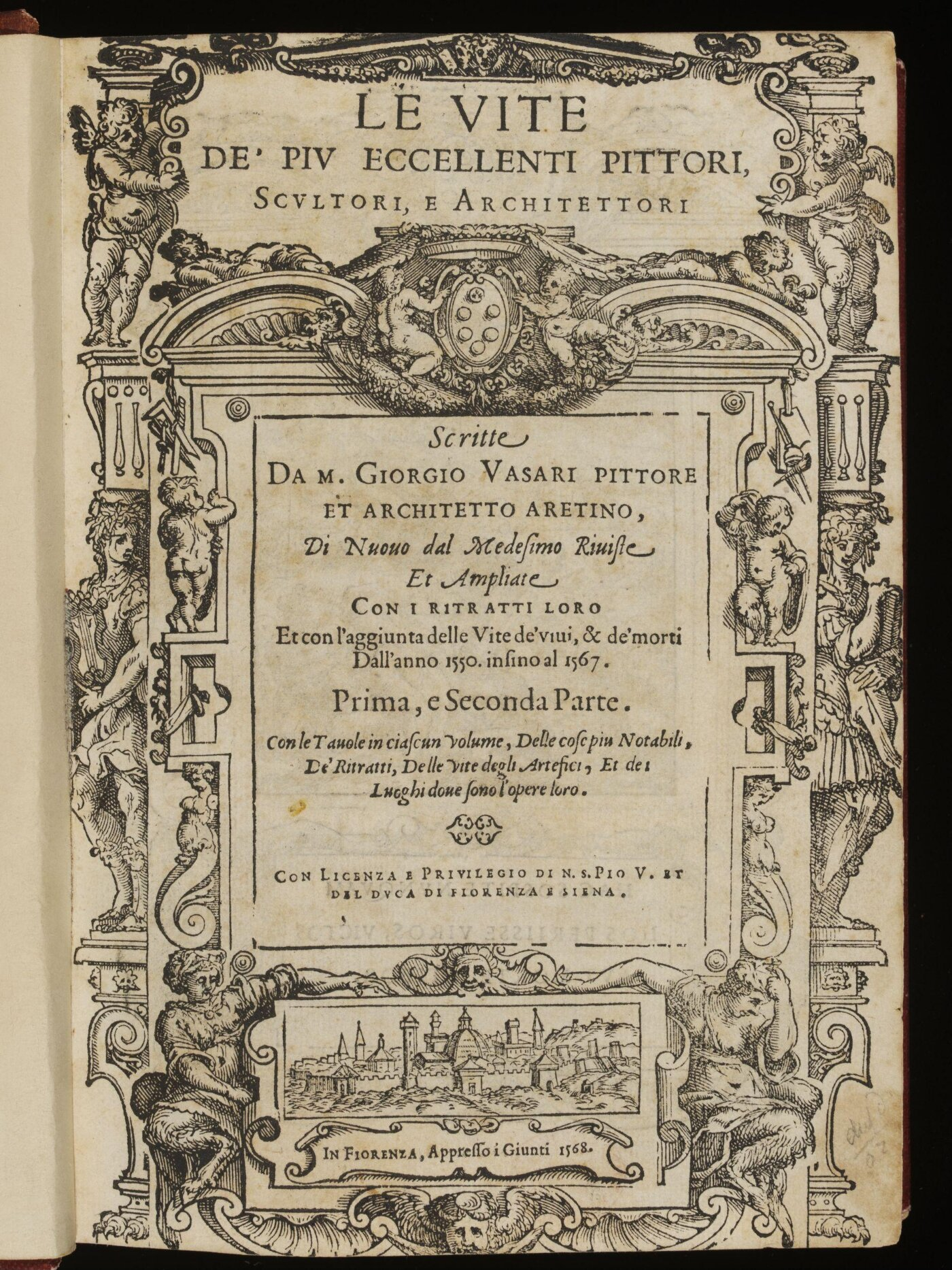
Le Vite van Vasari

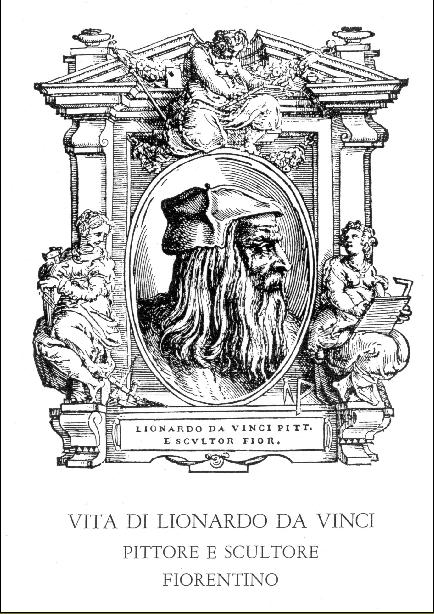
Titelpagina van Leonardo da Vinci in Vasari's boek Vite, 1550

Rond de periode dat Vasari aan het werk ging als architect (1546) besloot hij een boek te schrijven, de Vite. Dit boek is, naast het Schilderboeck van Karel van Mander die Vasari navolgde, nog steeds een van de belangrijkste biografische bronnen van Renaissancekunst voor kunsthistorici. De volledige titel luidt Vite de' più eccellenti architetti, pittori, et scultori italiani, da Cimabue insino a' tempi nostri (zie De levens van de grootste schilders, beeldhouwers en architecten, van Cimabue tot onze tijd, met een lijst van alle besproken kunstenaars) uit 1550 en 1568. Vasari neemt hierin ook zijn eigen biografie op.
Vasari was al veel eerder begonnen met het verzamelen van materiaal voor dit boek, waardoor de tekst al na een jaar af was. De eerste editie van het boek werd in 1550 gepubliceerd. Het boek kreeg in eerste instantie wat kritiek te verduren en werd aangepast en heruitgegeven in 1568. De heruitgave werd uitgebreid met onder meer (soms gefantaseerde) portretten van de kunstenaars in houtsnede. Vasari deed geen archiefonderzoek en vooral de levensbeschrijvingen van oudere schilders berusten deels op fantasie. Dit geldt minder voor de biografieën van Vasari's (bijna-)tijdgenoten. Zijn esthetische oordeel is wel steeds trefzeker.
Het boek, meer dan 1000 pagina's dik, was opgedragen aan zijn belangrijkste werkgever, Cosimo I. Het boek heeft vier delen. Het voorwoord (proemio) bevat een inleiding op architectuur, beeldhouwkunst en schilderkunst. De drie andere delen bestaan hoofdzakelijk uit een chronologische ordening van biografieën van belangrijke kunstenaars over een periode van 300 jaar. Deel 1 behandelt 28 kunstenaars (van Cimabue tot Lorenzo di Bicci), in deel 2 staan er 54 (van Jacopo della Quercia tot Pietro Perugino) en in deel 3 staan er 51 beschreven (van Leonardo da Vinci tot Michelangelo). Elke biografie is opgezet als een heldenepos dat de kunstenaar verheerlijkt, gecombineerd met roddels en anekdotes. Vooral Michelangelo werd de hemel in geprezen door Vasari, die een voorkeur had voor kunstenaars uit Florence. Kunst uit Venetië wordt genegeerd of zwaar bekritiseerd.
De Vite is naast een chronologische reeks van biografieën het eerste kritisch kunsthistorisch werk. Hierdoor kan men Giorgio Vasari beschouwen als de vader van de kunstgeschiedenis. Vasari zelf zag het werk als een betoog voor goede kunst. Dit doet hij door de evolutie van de kunst na de middeleeuwen op te delen in drie periodes, analoog met de drie biografische delen van het boek. De eerste periode dateert van de 14e eeuw die, met kunstenaars als Cimabue en Giotto, de hergeboorte van de kunsten betekende, de primi lumi (eerste lichten) genaamd. De tweede periode, de augumento (vermeerdering), was er een van groei en verbetering die zou resulteren in de perfezione, de derde en zijn eigen periode, waar Michelangelo centraal staat. Dat er zoiets bestaat als een perfecte periode betekent volgens Vasari niet dat kunst uit andere periodes minder waard is: een kunstcriticus moet tijd, plaats, omstandigheden en personen in rekening brengen.
Vasari gebruikte de termen stijl (maniera), idee (invenzione) en ontwerp (disegno) om de evolutie van zijn eigen tijd te duiden, die uiteindelijk de perfectie bereikte met Michelangelo. Michelangelo was in staat los van de regels te ontwerpen door het oordeel van zijn oog, giudizio dell'occhio, het oog staat boven de regel.
Ten slotte trachtte Vasari de rivaliteit tussen de drie visuele kunsten te verzoenen door middel van de term disegno, die de vader is van alle kunsten. Hij was niet geïnteresseerd in de superioriteit van een kunst boven de andere: hij benadrukte het belang van de visuele kunsten samen. Desondanks ligt in de Vite toch de nadruk op de schilders.
Sommigen van de kunstenaars die Vasari in zijn Vite beschrijft, zijn tegenwoordig niet meer algemeen bekend, maar de biografieën worden levendig verteld, waardoor het boek een onmisbare bron is bij een onderzoek naar kunstenaars uit de Italiaanse renaissance.
Vasari was ook de eerste kunsthistoricus die aandacht besteedde aan vrouwelijke kunstenaars. De beeldhouwster Properzia de' Rossi kwam al in de eerste uitgave van de Vite voor. In de tweede uitgave besteedde hij enkele zinnen aan de schilderessen Plautilla Nelli, Lucrezia Quistelli en Sofonisba Anguissola.

## Begrip Renaissance
Vasari was de eerste die de eeuwen vóór zijn tijd minderwaardig noemde en ze, vergeleken met de Klassieke Oudheid en zijn eigen glorieuze tijd, de naam "Middel Eeuwen" gaf. Hij vond dat de tijd waarin hij leefde een wedergeboorte (rinascità) van de Klassieke Oudheid was. Hiervan is het Italiaanse begrip "Rinascimento" afgeleid, beter bekend in zijn Franse vertaling "Renaissance".

## Navolgers
Karel van Mander in de Nederlanden was waarschijnlijk de eerste navolger met zijn Het Schilderboeck (1604), het eerste grote biografische overzicht van schilders in de Lage Landen. Joachim von Sandrart (1606-1688), schrijver van de Teutsche Academie, werd de "Duitse Vasari" genoemd. In Italië schreef Filippo Baldinucci aanvullende biografieën van de schilders van de barok, in zijn Notizie de' Professori del Disegno, Da Cimabue in qua (1681). In Engeland was de Painting Illustrated door William Aglionby (1685) grotendeels op Vasari gebaseerd.

## Publicatie
- Vite de' più eccellenti architetti, pittori, et scultori italiani, da Cimabue insino a' tempi nostri (1550, uitgebreide uitgave 1568, vele herdrukken.)

## Biografie
- Arondeus, Willem, Schilderkunstige avonturen. Leven en werken van Giorgio Vasari, Amsterdam, 1946
- Boase, T., Giorgio Vasari: the man and the book. Princeton New Jersey, Princeton University Press, 1979
- Rud, Einar, Giorgio Vasari, Vater der Europäischen Kunstgeschichte, W. Kohlhammer Verlag, Stuttgart, 1964
- Satkowski, L. en Lieberman, R., Giorgio Vasari: architect and courtier. Princeton New Jersey, Princeton university press, 1993
- Grove art online, artikel: Giorgio Vasari.